# Crotalaria heterotricha
Crotalaria heterotricha är en ärtväxtart som beskrevs av Roger Marcus Polhill. Crotalaria heterotricha ingår i släktet sunnhampor, och familjen ärtväxter. Inga underarter finns listade i Catalogue of Life.